# Nadata gibbosa
Nadata gibbosa är en fjärilsart som beskrevs av Smith och John Abbot 1797. Nadata gibbosa ingår i släktet Nadata och familjen tandspinnare. Inga underarter finns listade i Catalogue of Life.

## Bildgalleri

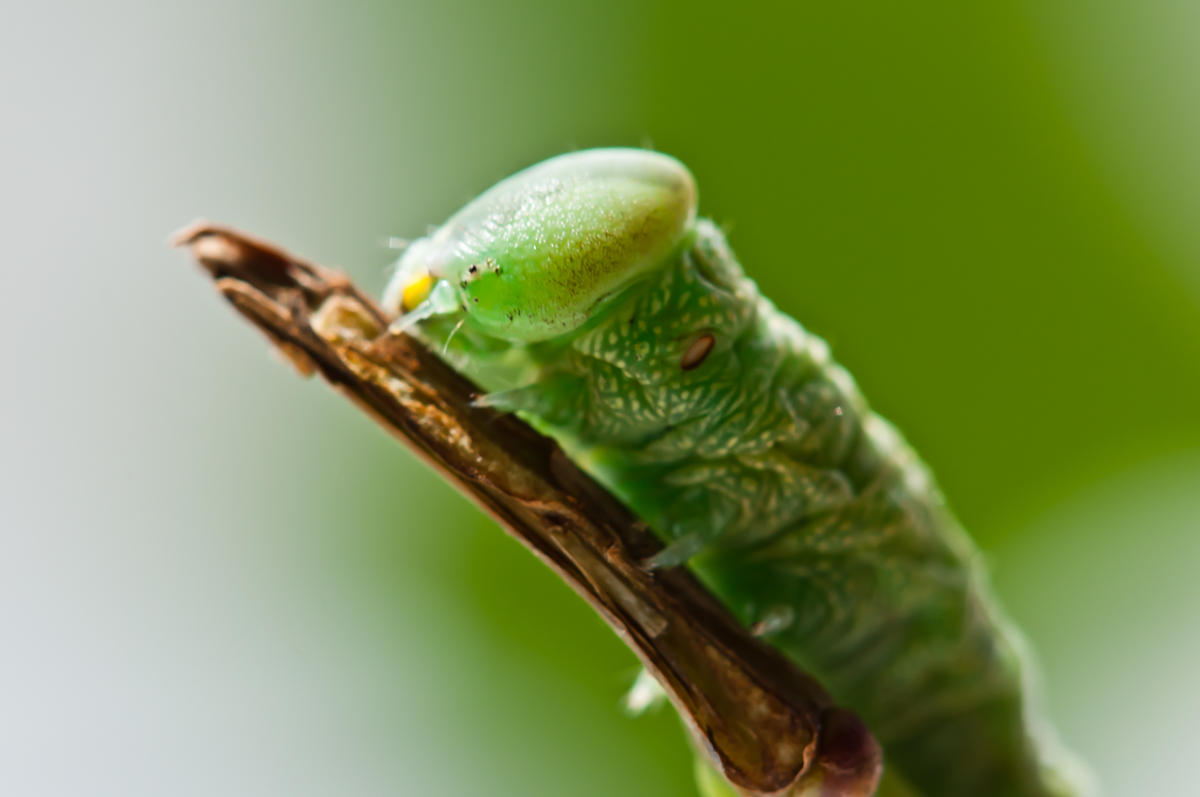
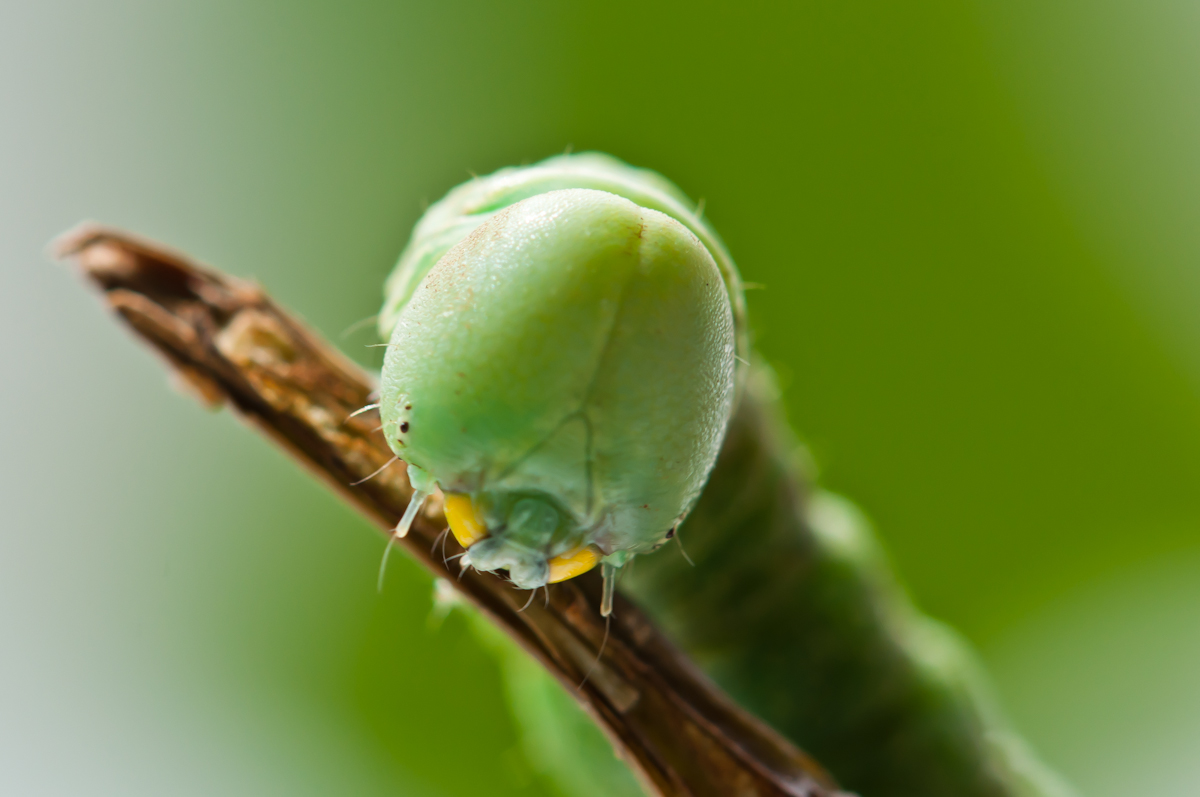
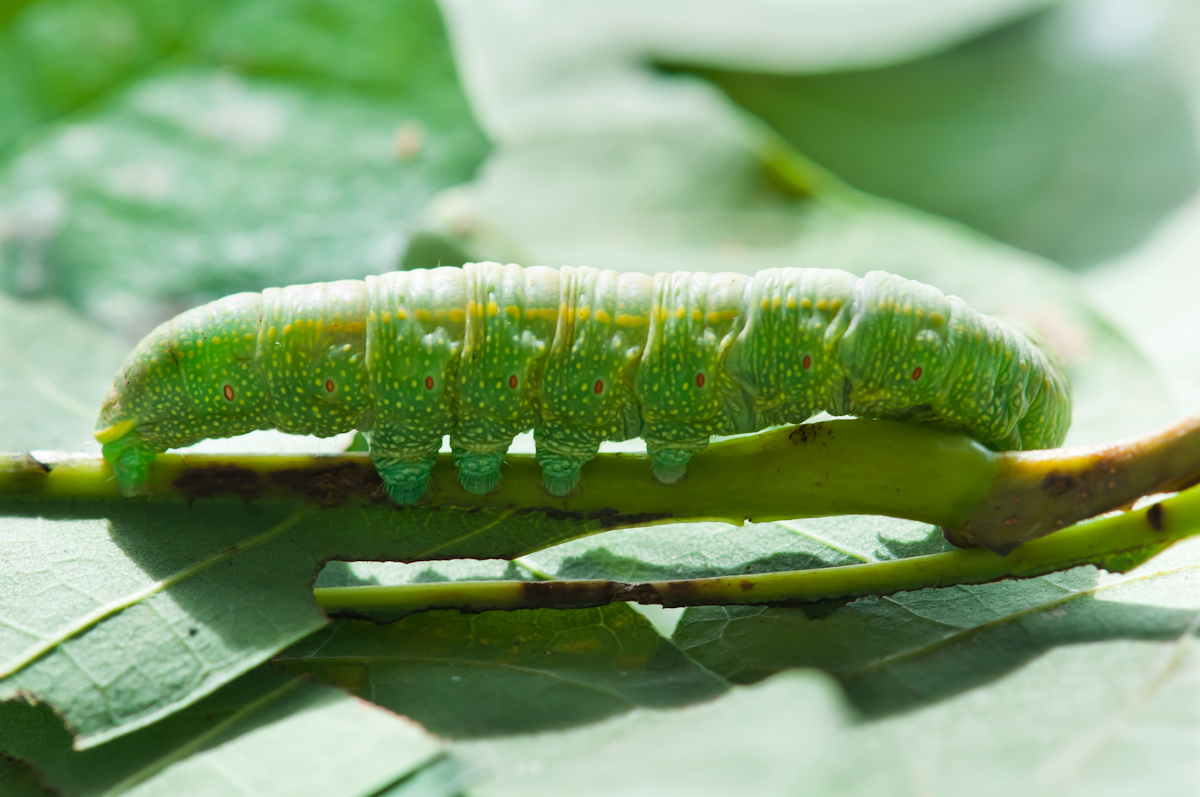
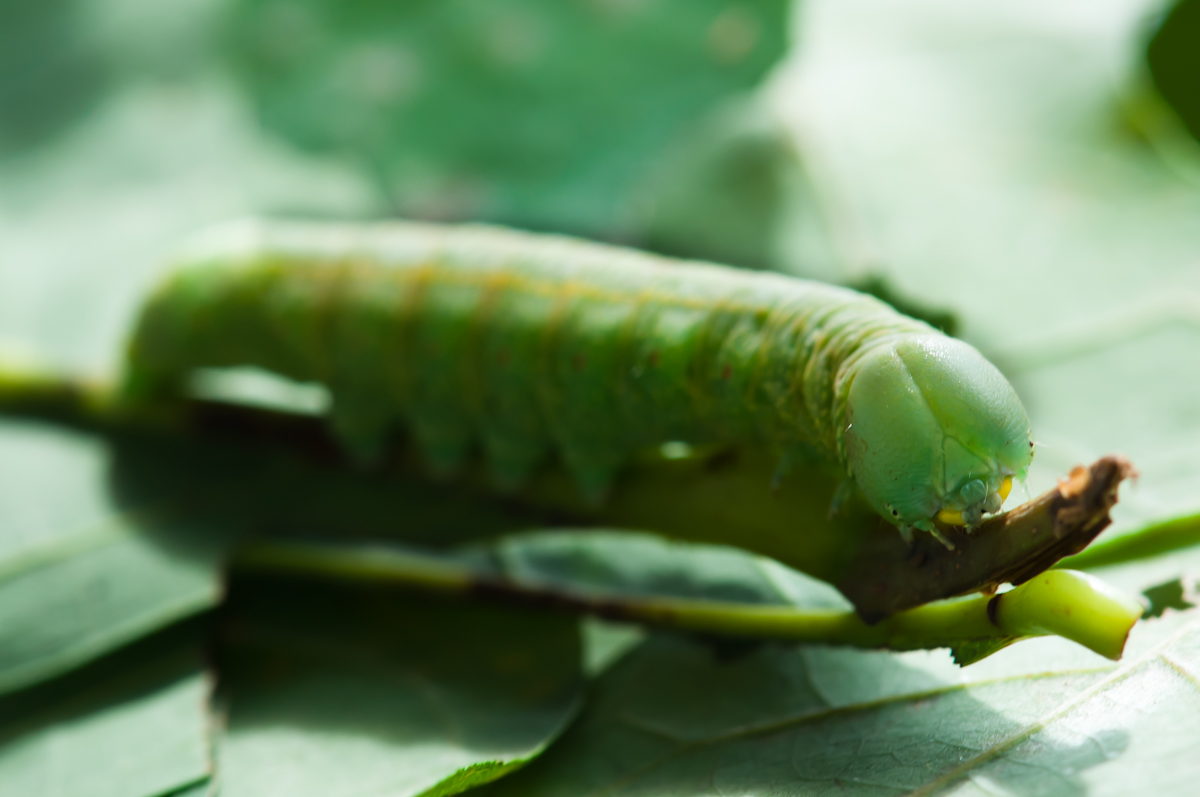